# 旋毛虫症
旋毛虫症（せんもうちゅうしょう、trichinellosis）またはトリヒナ症（trichinosis）とは、旋毛虫（Trichinella spiralis、Trichinella britovi、Trichinella nativa、Trichinella nelsoni、Trichinella pseudospilarisなど）の感染を原因とする人獣共通感染症。ただしヒト以外では臨床上問題となる事は無いと考えられている。

## 症状
感染初期には小腸へ侵入して下痢や腹痛、嘔吐などの症状が現れる。感染後1週間程度で筋肉への幼虫の移動が起こり、顔面の浮腫、白目の炎症、発熱、筋肉痛、発疹などが起こる。軽度の感染であれば、症状がない場合もある。合併症としては、心筋炎、中枢神経症状、肺炎などがある。

## 病原体
旋毛虫の嚢胞を含む加熱不足の肉の摂食が主な感染源となる。ほぼ全ての肉食および雑食動物が宿主となりうる。国際的には豚肉がほとんどであるが、熊や犬の肉が原因となることもある。これまでの日本での人での発生例ではいずれも熊肉が原因である。
旋毛虫は同一宿主が終宿主であると同時に中間宿主であるという特徴的な生活環を有する。経口的に摂取された後、胃の中で嚢胞から幼虫が脱出し、小腸の壁に侵入して成虫に成長し有性生殖を行う。1週間後、産まれた幼虫は横紋筋に移動して嚢胞を形成する。

## 診断
診断は症状に基づき、特異抗体の検査や組織生検で幼虫を証明することで確定させる。

## 予防
最善の予防法は食肉をしっかり加熱することである。
十分に加熱すれば殺虫されるが、冷凍や不十分な加熱などでは殺虫されない。

## 治療
アルベンダゾールやメベンダゾールなどの抗寄生虫薬によって成虫を死滅させ、それにより症状の悪化を食い止める。重症の場合には、ステロイド治療が必要になることもある。治療を行わなくても、症状は通常3ヵ月以内に消失する。

## 疫学
世界で年間約10,000例の発生がある。米国、中国、アルゼンチン、ロシアを含む少なくとも55カ国で最近の症例が報告されている一方、熱帯地方ではそれほど一般的ではない。感染による死亡リスクは低い。

## 畜産
屠畜場法において感染食肉は全廃棄の対象となる。旋毛虫症以外での全廃棄の対象となる寄生虫病としてはピロプラズマ症、トリパノソーマ症、トキソプラズマ症、有鉤嚢虫症がある。